# Grafengut

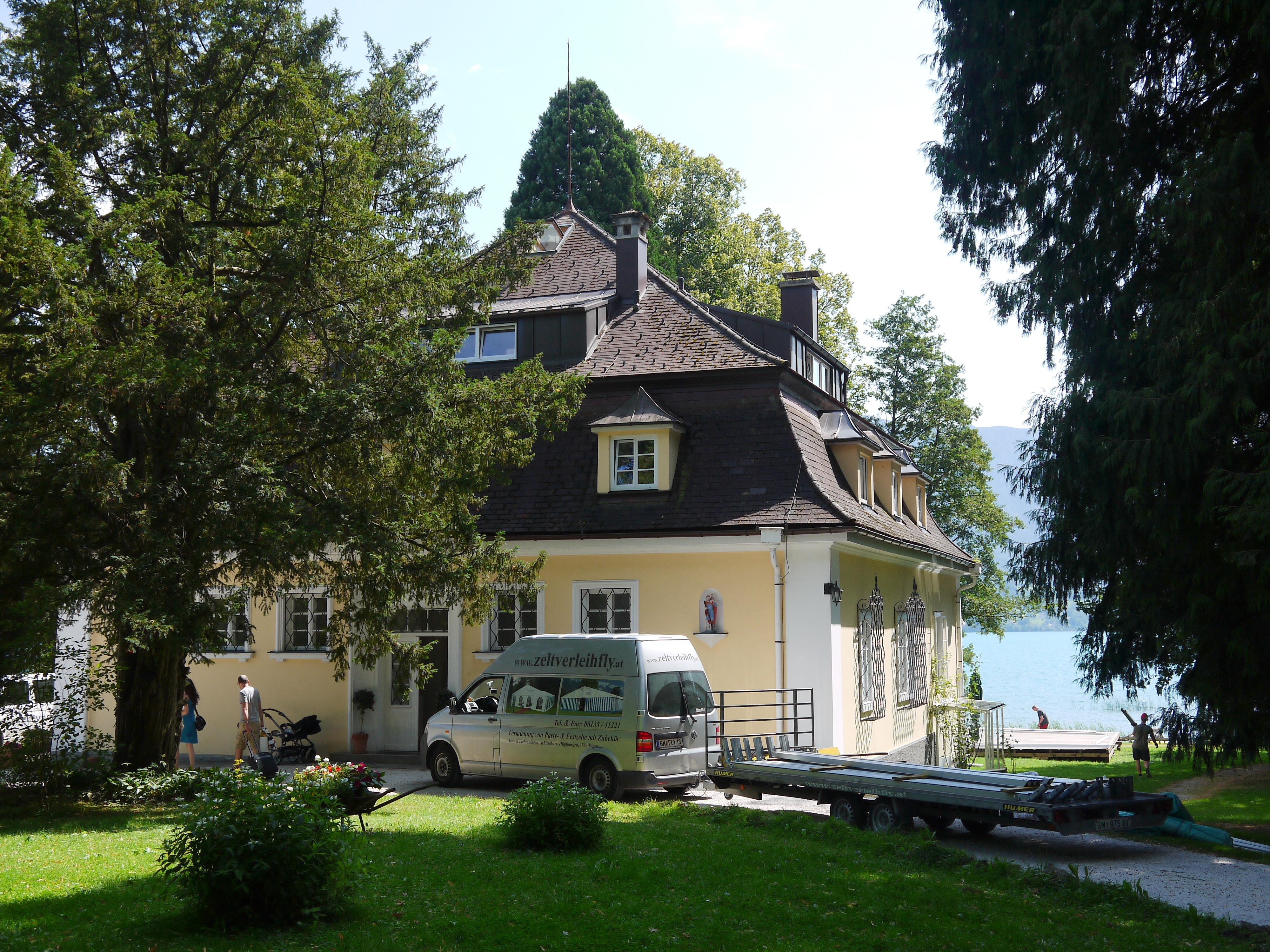
Grafengut am Attersee

Das Grafengut, ehemals Villa Ransonnet, ist ein Gebäude in der Dorfstraße 65 in Nußdorf am Attersee und steht unter Denkmalschutz (Listeneintrag). 1871 bis 1873 wurde die Villa mit großer Gartenanlage vom österreichischen Diplomaten und Maler Eugen von Ransonnet-Villez erbaut, und in der Folge mehrfach baulich umgestaltet. Tochter Eugénie von Ransonnet-Villez (1880–1971) erbte die Villa und vermachte sie dem Linzer Priesterseminar. Heute ist die Liegenschaft im Eigentum der Diözesane Immobilien-Stiftung der Diözese Linz und wird von der CE Holding GmbH als Seminarhotel betrieben.
In Nußdorf am Attersee existiert der Ransonnet-Themen-Wanderweg.